# Trachyliopus albosignata
Trachyliopus albosignata är en skalbaggsart som beskrevs av Stefan von Breuning 1980. Trachyliopus albosignata ingår i släktet Trachyliopus och familjen långhorningar.
Artens utbredningsområde är Madagaskar. Inga underarter finns listade i Catalogue of Life.